# Olindo Cozzio
Olindo Cozzio (28 luglio 1958) è un dirigente sportivo ed ex sciatore alpino italiano.

## Biografia
Discesista puro originario di Madonna di Campiglio, Cozzio ottenne l'unico piazzamento in Coppa del Mondo il 1º febbraio 1979 a Villars-sur-Ollon (6º) e nella stessa stagione vinse la medaglia di bronzo ai Campionati italiani; non prese parte a rassegne olimpiche né ottenne piazzamenti ai Campionati mondiali. Dopo il ritiro è divenuto delegato FISI del Trentino e presidente del comitato organizzatore della storica gara 3-Tre di Madonna di Campiglio.

## Palmarès

### Coppa del Mondo
- Miglior piazzamento in classifica generale: 55º nel 1979

### Campionati italiani
- 1 medaglia[2]:
  - 1 bronzo (discesa libera nel 1979)